# 寺仙镇
寺仙镇，是中华人民共和国陕西省延安市富县下辖的一个乡镇级行政单位。

## 行政区划
寺仙镇下辖以下地区：
寺仙村、太平村、现头村、李家洼村、吴家村、前桃塬村、后桃塬村、尧科村、雷家塬村、王家庄村、青儿塬村、姚家塬村、高家河村、东道德村、后北沟村、谢家洼村、丁家塬村、西道德村、狼虎头村、枣林子村、新庄科村、东现头村和兴民村。